# 黛安娜·弗罗姆霍尔茨
黛安娜·弗罗姆霍尔茨（英語：Dianne Fromholtz，1956年8月10日—），澳大利亚女子网球运动员，1973年成为职业球手。她曾获得1977年澳大利亚网球公开赛女子双打冠军。她于1990年退役。